# Magazyn Kulturystyczny Jacek
Magazyn Kulturystyczny Jacek – polskie czasopismo kulturystyczne wydawane w latach 1990-1993 przez Jacka Jabłońskiego – kulturystę i właściciela Ośrodka Ćwiczeń Siłowych (OCS) "Jacek" w Kołobrzegu i Koszalinie. Jacek był pierwszym polskim, niezależnym czasopismem poświęconym kulturystyce, wydawanym przez osobę prywatną, a według jego wydawcy pierwszym polskim czasopismem wydawanym przez osobę prywatną po roku 1989.

## Historia pisma
Na początku lat 90. XX wieku w Polsce nie istniał żaden periodyk poświęcony kulturystyce, chociaż sport ten cieszył się olbrzymią popularnością, trwającą od połowy lat 80. Ostatni numer kwartalnika Atleta (dodatku do tygodnika Sportowiec), który pisał o sportach siłowych, w tym m.in. i o kulturystyce, przestał się ukazywać z końcem 1989 roku. Wiosną 1990 na rynku pojawiło się wydane na wysokim, jak na tamte czasy, poziomie edytorskim (dobrej jakości papier, kolorowe zdjęcia) czasopismo pod nazwą Magazyn Kulturystyczny Jacek. W numerze pierwszym, w nocie od wydawcy można było m.in. poznać sylwetkę wydawcy i głównego redaktora – Jacka Jabłońskiego – trzykrotnego Mistrza Polski w kulturystyce oraz motywy, które skłoniły go do rozpoczęcia wydawania czasopisma – "(...) Polski rynek kulturystyczny można śmiało określić jako "pustynię". Podjąłem więc próbę zagospodarowania tej luki. Zorganizowałem najlepszy w Polsce, o europejskim standardzie, duży prywatny Ośrodek Ćwiczeń Siłowych "Jacek" w Kołobrzegu, wyposażony w bardzo dobry i urozmaicony sprzęt kulturystyczny, w którym ćwiczą kobiety i mężczyźni w wieku 12 - 65 lat. Jednakże uważałem, że powinniśmy zrobić coś więcej, coś co by stanowiło następną "oazę" na tej "pustyni", więc postanowiłem wydawać magazyn kulturystyczny.(...)".
Pismo spotkało się z entuzjastycznym przyjęciem czytelników i bardzo szybko stało się również sukcesem komercyjnym dla wydawcy. Nakład w wysokości 40-44 tys. egzemplarzy rozchodził się w ilości 70-80 procent. Stało się też swego rodzaju fenomenem wydawniczym na rynku czasopism tego okresu – podczas gdy wiele znanych tytułów w wolnorynkowych realiach przemiany ustrojowej w Polsce przeżywało poważne kłopoty lub po prostu padło, Jacek święcił triumfy. XIV Mistrzostwa Polski w Kulturystyce w Wałbrzychu (1990), których głównym sponsorem był Jacek Jabłoński odbyły się pod olbrzymim bannerem reklamowym magazynu. Nagrody w poszczególnych kategoriach wręczali Jacek Jabłoński i jego żona Ewa (w konkurencji kobiecej). Wkrótce zaczął się ukazywać dodatek do pisma – dwumiesięcznik pt. Kulturystyczny Album Foto (w latach 1990-1993 ukazało się w sumie 12 numerów). 
Ostatni numer pisma, oznaczony jako "6 (1993)" ukazał się we wrześniu 1993 roku. Wydawca nie informował w nim o zamiarze zamknięcia pisma i nigdy nie uczynił tego oficjalnie. Po latach w wywiadach podawał, że przyczyną zamknięcia periodyku były trudności jakie dotknęły polski rynek drukarski w pierwszej połowie lat 90. XX w. oraz wprowadzenie cła na papier, który sprowadzał z Niemiec i co znacznie podwyższyło koszt produkcji. Od września 1992 na polskim rynku wydawana już była polskojęzyczna edycja renomowanego, amerykańskiego magazynu kulturystycznego Muscle & Fitness, który był wobec Jacka o wiele bardziej konkurencyjny pod względem objętości, ceny, ogólnego poziomu i renomy. 

## Nazwa
W numerze 4 (1990) wydawca Jacek Jabłoński w odpowiedzi czytelniczkom pisał: "Sądzę, że nazwa z winiety naszego "JACKA" – "Magazyn kulturystyczny" mówi wystarczająco o treści pisma, a dodatek do tej nazwy w postaci mojego imienia, jest moim osobistym prawem, z którego korzystam". 

## Numery
W latach 1990–1993 ukazało się w sumie 36 numerów pisma – 18 pojedynczych i 9 podwójnych. W założeniu miał być to miesięcznik (pierwsze numery były datowane nazwami miesięcy). Magazyn ukazywał się jednak nieregularnie i z opóźnieniem, co wydawca tłumaczył problemami z drukiem i ogromnymi kosztami wydawniczymi. 1991 był jedynym rokiem, kiedy ukazało się pełne dwanaście numerów pisma (wszystkie podwójne) i w pewnym momencie bez opóźnień. Był to jednocześnie okres świetności pisma (największy nakład, największa objętość numerów).  
| Rok  | Ilość wydanych numerów | Numery podwójne | Numery pojedyncze |
| ---- | ---------------------- | --------------- | ----------------- |
| 1990 | 11                     | 3               | 5                 |
| 1991 | 12                     | 6               | 0                 |
| 1992 | 7                      | 0               | 7                 |
| 1993 | 6                      | 0               | 6                 |

## Treść
W piśmie publikowali czołowi, ówcześni polscy dziennikarze i specjaliści piszący o kulturystyce i sportach siłowych: Jacek Korczak-Mleczko, Henryk Jasiak, Andrzej Michalak. Swoje zdjęcia zamieszczał Jan Rozmarynowski. Ukazywały się w nim artykuły poświęcone treningowi i diecie kulturystycznej, relacje z zawodów krajowych (MP) i światowych (ME, MŚ, Ms. i Mr. Olympia i in.), sylwetki mistrzów i szczegóły ich treningów. Był jednak Jacek również forum dla czytelników. W myśl deklaracji redaktora naczelnego z numeru pierwszego: "Zapraszam Was – Drodzy czytelnicy serdecznie do współredagowania Naszego "Jacka" ...", magazyn udostępniał swoje łamy dla wszystkich tych, którzy chcieli pisać o kulturystyce, o ile tylko treść ich wypowiedzi zachowywała minimalny poziom edytorski. Oprócz publikowanych w dużej ilości listów od czytelników, w magazynie ukazało się kilka pełnoprawnych artykułów od amatorów-czytelników, były to np.: cykl artykułów o trójboju siłowym Piotra Kozioła, autobiograficzne artykuły Rajmunda Niwińskiego, czy też artykuł Andrzeja Panfila o Mr. Olympia 1980 lub artykuł Grzegorza Andrzejewskiego o diecie kulturystycznej. W drugim roku swojej działalności (1991) pismo z szeregu artykułów przesłanych od czytelników i zmieszczonych na jego łamach, na drodze konkursu wyłoniło najlepszy i przyznało nagrodę pieniężną jego autorowi oraz roczną, darmową prenumeratę magazynu.     
Niewątpliwą atrakcją czasopisma były zdjęcia czołowych kulturystów świata i Polski. W wypadku tych pierwszych, dla polskiego czytelnika nieposiadającego dostępu do magazynów zachodnich, w praktyce nie do zobaczenia. Magazyn zamieszczał je w dużych ilościach. W wypadku sportowców zachodnich, były to wyłącznie fotokopie z magazynów Muscle & Fitness, Flex i Sport Revue, często z oryginalnymi napisami w języku angielskim i niemieckim (w większości nielegalne w świetle dzisiejszych przepisów o prawie autorskim). 

## Reakcje czytelników
Magazyn spotkał się entuzjastycznym przyjęciem czytelników. Po ukazaniu się pierwszego numeru, do redakcji napłynęło prawie 2 000 listów (po kilkadziesiąt dziennie) od czytelników w wieku 8-35 lat. Pisali oni m. in: "Moje gratulacje! Tak dobrze opracowanego czasopisma dawno nie widziały moje oczy... SUKCES panie Jacku – aby przetrwał jak najdłużej."; "Jacek stał się rewelacją na polskim rynku wydawniczym, w ogóle jako czasopismo. Choć jest bardzo drogie od razu zakupiłem 3 egzemplarze."; "To co Pan zrobił to chyba sen ...!? Stojąc ostatnio przed kioskiem "Ruch", najpierw co najmniej z 10 razy czytałem nagłówek Pana gazety i przecierając oczy powoli wierzyłem, że to nie sen. Kupiłem bez namysłu 2 egzemplarze i natychmiast powiadomiłem kumpla, który ujrzawszy czasopismo zrobił to samo. Gdym tylko mógł postawił bym panu pomnik". W czwartym roku ukazywania się pisma (1993 – ostatnim) w liście od jednego z czytelników można było przeczytać: "(...) Uważam, że to właśnie "Jacek" przyczynił się do tego, że wiele osób zaczęło uprawiać kulturystykę. (...) kiedy półtora roku temu trafił do moich rąk zupełnie dotąd nieznany magazyn (...), byłem 16-letnim chłopakiem, który nie miał żadnego zajęcia, którym mógłby wypełnić wolne chwile. Kiedy czytałem artykuły mówiące o pozytywnym wpływie kulturystyki na zdrowie, o ludziach, których kulturystyka całkowicie odmieniła, pomyślałem sobie, że to jest to, czego pragnę: wspaniała sylwetka, zdrowie i dobre samopoczucie.(...)".      

## Cena
Cena magazynu była dość wysoka i wynosiła od 8 000 (nr 1 z 1990 roku) do 35 000 zł. (nr 6 z 1993 roku). Zdawał sobie z tego sprawę wydawca – w numerze drugim przekonywał, że "w dzisiejszych, trudnych czasach 8 000 zł. to 200 g. najtańszej wódki, 2 półlitrowe butelki piwa, 10 paczek papierosów "Popularne", a więc używek z których można, a nawet należy zrezygnować, żeby zachować zdrowie i zyskać ładna sylwetkę" i uzasadniał wysokie koszty ceną zachodniego papieru, farb i kolportażu. W latach 1990–1991 wydawca część z tej sumy (20 - 40 zł.) przeznaczał na Fundusz "Gloria Victis Sportowcom" o czym informował w winiecie.

## Kalendarz
W 1993 ukazało się wydanie specjalne magazynu – 12-stronicowy kalendarz ścienny (333x480 mm.) na rok 1993, zawierający kolorowe zdjęcia mistrzów kulturystyki, programy treningowe, informacje o suplementach diety dla kulturystów i reklamy OCS "Jacek".